# Matrices de Gell-Mann

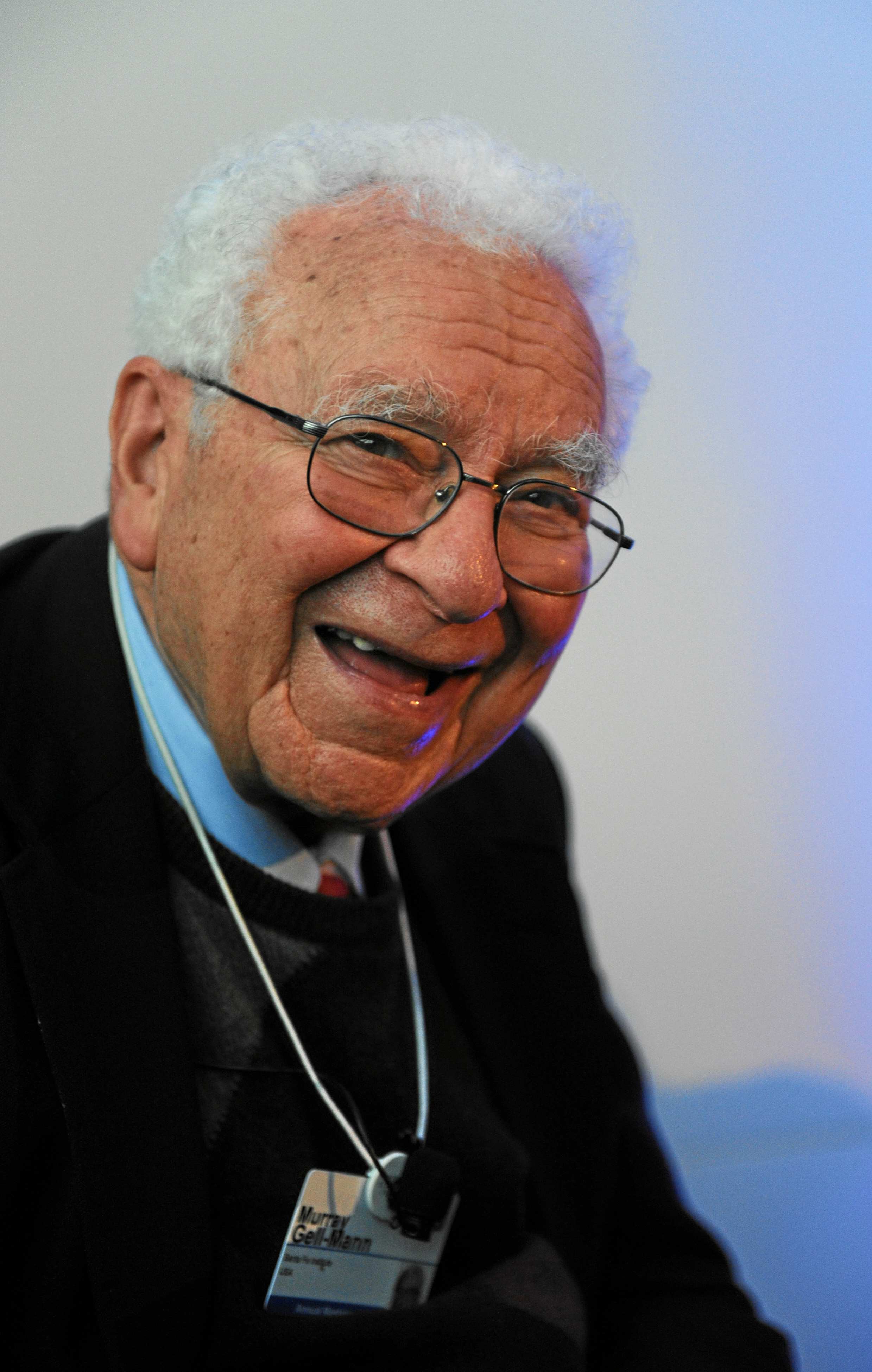
Murray Gell-Mann

Las matrices de Gell-Mann, que toman su nombre de Murray Gell-Mann, son una posible representación de los generadores infinitesimales del grupo unitario especial SU(3). El álgebra de Lie de este grupo (una álgebra de Lie real, de hecho) tiene dimensión ocho y por lo tanto un conjunto con ocho generadores linealmente independientes, que se pueden escribir como {\displaystyle g_{i}} con i tomando valores entre 1 y 8.

## Definición
Estos elementos del álgebra de Lie obedecen las relaciones de conmutación
{\displaystyle [g_{i},g_{j}]=if^{ijk}g_{k}\,}
donde la suma sobre el índice k está implícita. Las constantes de estructura {\displaystyle f^{ijk}} son completamente antisimétricas en los tres índices y tiene valores
{\displaystyle f^{123}=1\ ,\quad f^{147}=f^{165}=f^{246}=f^{257}=f^{345}=f^{376}={\frac {1}{2}}\ ,\quad f^{458}=f^{678}={\frac {\sqrt {3}}{2}}\ .}
Cualquier conjunto de matrices Hermitianas que obedezca estas relaciones es válida. Una elección particular de matrices se llama una representación de grupo, porque cualquier elemento de SU(3) se puede escribir en la forma {\displaystyle \mathrm {exp} (i\theta _{j}g_{j})}, donde {\displaystyle \theta _{j}} son números reales y la suma sobre el índice j está implícita. Dada una representación, otra puede ser obtenido mediante una transformación unitaria arbitraria, ya que no modifica el conmutador.

## Representaciones particulares
Una representación importante involucra matrices 3×3 matrices porque los elementos del grupo operan sobre vectores complejos de 3 entradas, esto es, en la representación fundamental del grupo. Una elección particular de esta representación es
| {\displaystyle \lambda _{1}={\begin{pmatrix}0&1&0\\1&0&0\\0&0&0\end{pmatrix}}} | {\displaystyle \lambda _{2}={\begin{pmatrix}0&-i&0\\i&0&0\\0&0&0\end{pmatrix}}} | {\displaystyle \lambda _{3}={\begin{pmatrix}1&0&0\\0&-1&0\\0&0&0\end{pmatrix}}}                       |
| {\displaystyle \lambda _{4}={\begin{pmatrix}0&0&1\\0&0&0\\1&0&0\end{pmatrix}}} | {\displaystyle \lambda _{5}={\begin{pmatrix}0&0&-i\\0&0&0\\i&0&0\end{pmatrix}}} | |
| {\displaystyle \lambda _{6}={\begin{pmatrix}0&0&0\\0&0&1\\0&1&0\end{pmatrix}}} | {\displaystyle \lambda _{7}={\begin{pmatrix}0&0&0\\0&0&-i\\0&i&0\end{pmatrix}}} | {\displaystyle \lambda _{8}={\frac {1}{\sqrt {3}}}{\begin{pmatrix}1&0&0\\0&1&0\\0&0&-2\end{pmatrix}}} |
y {\displaystyle g_{i}=\lambda _{i}/2}. 
Estas matrices tienen traza nula, son hermitianas, y obedecen la relación de normalización {\displaystyle \mathrm {tr} (\lambda _{i}\lambda _{j})=2\delta _{ij}}. Gell-Mann escogió estas propiedades para generalizar las matrices de Pauli para SU(2). También se pueden extender naturalmente a grupos generales SU(n).
En esta representación,  es evidente que la subálgebra de Cartan es el conjunto de combinaciones lineales (con coeficientes reales) de las dos matrices {\displaystyle \lambda _{3}} y {\displaystyle \lambda _{8}}, que conmutan entre sí. Hay 3 subgrupos SU(2) independientes: {\displaystyle \{\lambda _{1},\lambda _{2},\lambda _{3}\}}, {\displaystyle \{\lambda _{4},\lambda _{5},x\}} y {\displaystyle \{\lambda _{6},\lambda _{7},y\}}, donde x e y son combinaciones lineales de {\displaystyle \lambda _{3}} y {\displaystyle \lambda _{8}}.
La suma cuadrada de las matrices de Gell-Mann da el operador cuadrático de Casimir, un invariante del grupo, 
{\displaystyle C=\sum _{i=1}^{8}\lambda _{i}\lambda _{i}=16/3}.
Además, hay otro operador de Casimir independiente, en este caso cúbico.
Estas matrices sirven para estudiar las rotaciones internas entre los diferentes colores de quarks en cromodinámica cuántica.